# Bin (Harbin)
Bin (賓縣 / 宾县,  Bīn Xiàn) ist ein Kreis der Unterprovinzstadt Harbin in der nordostchinesischen Provinz Heilongjiang. Der Kreis hat eine Fläche von 3.841 km² und zählt 444.314 Einwohner (Stand: Zensus 2020). Sein Hauptort ist die Großgemeinde Binzhou.

## Administrative Gliederung
Auf Gemeindeebene setzt sich der Kreis aus zwölf Großgemeinden und fünf Gemeinden zusammen. Diese sind:
| Großgemeinde Binzhou (宾州镇), Sitz der Kreisregierung; Großgemeinde Baidu (摆渡镇); Großgemeinde Bin’an (宾安镇); Großgemeinde Binxi (宾西镇); Großgemeinde Chang’an (常安镇); Großgemeinde Juren (居仁镇); Großgemeinde Manjing (满井镇); Großgemeinde Ningyuan (宁远镇); | Großgemeinde Pingfang (平坊镇); Großgemeinde Shengli (胜利镇); Großgemeinde Tangfang (糖坊镇); Großgemeinde Xindian (新甸镇); Gemeinde Jingjian (经建乡); Gemeinde Minhe (民和乡); Gemeinde Niaohe (鸟河乡); Gemeinde Sanbao (三宝乡); Gemeinde Yonghe (永和乡). |